# Menophra rotifera
Menophra rotifera là một loài bướm đêm trong họ Geometridae.